# Schoolwet (Nederland)

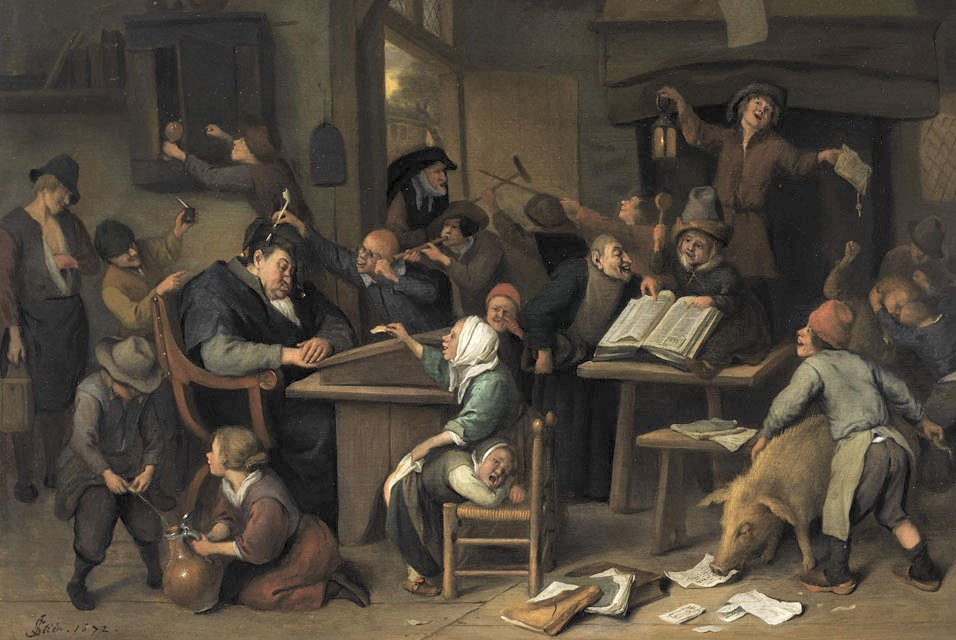
Schoolklas met slapende schoolmeester, Jan Steen, 1672

De schoolwet van Johannes van der Palm bracht vanaf 1801 het lager onderwijs in Nederland binnen de invloedssfeer van het centrale landsbestuur. Naar de beginselen van de Verlichting werd klassikaal, niet-leerstellig (openbaar) onderwijs onder toezicht van schoolopzieners, de norm. De opvoeding naar christelijke deugden was als tweede leerdoel op den duur niet houdbaar. Over de manier van organiseren van het nationaal onderwijs ontstond een langdurige strijd, de schoolstrijd. De schoolstrijd werd uiteindelijk beslecht met de opdeling van het onderwijs in een  neutrale tak, die van het openbaar onderwijs, en een religieuze, die van het bijzonder onderwijs. Het bijzonder onderwijs ging bestaan uit een protestantse en een katholieke tak. De opeenvolgende fasen in dit bestuurlijk proces zijn af te lezen aan de datum van publicatie van de achtereenvolgende schoolwetten, van respectievelijk 1857, 1878, 1890 en 1920.
De voorlopig laatste schoolwet voegde in 1985 het kleuteronderwijs bij het basisonderwijs, maar liet met zijn schoolwerkplannen weinig ruimte aan de creatieve onderwijzer.

## Korte geschiedenis
Onder de Republiek der verenigde Nederlanden was onderwijs een private zaak. Kinderen uit de gegoede kringen kregen naar de toenmalige begrippen  behoorlijk onderwijs van huisleraren, of in klasjes bij de leraar thuis. Voor de minder gegoeden waren er in de steden en grotere dorpen scholen die uitgingen van de Rooms-katholieke kerk, de protestantse diaconie, de vroedschap, de ambachtsheer of van particuliere "schoolhouders". De onderwijzers werden betaald door de leerlingen, die zij onderwezen in het schrijven en rekenen. Er werd vooral godsdienstonderricht gegeven.
Historische kronieken laten zien dat er vanaf de 13e eeuw scholen, kweekscholen en universiteiten waren, en dat geleerden het leraars-ambt bekleedden. Het onderwijs aan kinderen werd, binnen de Rooms-katholieke kerk, georganiseerd in de Latijnse scholen. Verder werd er onderwezen in de wetenschappen en de vrije kunsten. Toen in Duitsland en Zwitserland de reformatie opkwam, bevorderde de hertog van Gelre, Karel van Egmond, het schoolonderricht in de lijn van de Rotterdamse geleerde Desiderius Erasmus, waar de katholieke monniken op tegen waren. Ook een latere heerser als Karel de Vijfde benoemde geleerden in het staatsambt van rector, die het regionale onderwijs aan de jeugd organiseerden. Onder Filips II van Spanje raakte het bestaande schoolsysteem in verval, kerken en scholen werden verwoest, en veel studenten vluchtten naar hogescholen in het buitenland, Zij kwamen niet meer in aanmerking voor ambten in het Gemenebest. Met de terugkeer van het Hervormde geloof in 1594, werden weer leermeesters aan de vervallen scholen aangesteld. Op 14 december 1672 besloten de Heren Staten van de Provincie Stad en Lande een controlestelsel op te zetten, het viziteren der Schoolen. Vanaf deze periode hadden ook stadsbesturen scholen ingericht die onder leiding van rectoren stonden, en plaatselijke schoolwetten uitgevaardigd. Bestuurders reisden naar Frankrijk en Italië, om daar hogescholen te bezoeken en van hun kennis en ervaring te leren. In Dordrecht werd in een verlaten klooster een school met zes klassen ingericht, waar onder anderen Gerardus Vossius schoolging. In Groningen was er een schooldienst in weeshuizen en werden Diaconie-scholen opgericht. Ook bestond toen de mogelijkheid een beurs te krijgen.
Ten tijde van de opkomst der patriotten richtte de doopsgezinde predikant Jan Nieuwenhuyzen de Maatschappij tot Nut van 't Algemeen ('t Nut) op. Deze club van vooraanstaande burgers begon met het stichten van scholen, waar les werd gegeven naar de beginselen van de Verlichting. In 1795 richtten zij in Haarlem de eerste kweekschool voor onderwijzers op.

## Ontwerp van 1801
In 1796 kwam "Het Nut" met het advies aan de jonge Bataafse Republiek tot invoering van nationaal onderwijs. Ook de nieuwe leiders zelf zagen voor de overheid een taak en een belang bij de inrichting van het schoolwezen. Zij stelden een commissie in 'voor de zaken van het onderwijs'. In hun Staatsregeling van 1798 droegen ze aan de overheid de zorg op voor het openbaar onderwijs. Theodorus van Kooten kwam in de regering als agent voor Nationale Opvoeding, te beschouwen als de eerste minister van onderwijs. Van Kootens herhaalde verzoeken om een staf en een budget werden door de directeuren genegeerd. Een jaar later nam hij teleurgesteld ontslag. Hierop werd de Leidse hoogleraar Johannes van der Palm benoemd, die in 1801 de eerste Schoolwet gereed had. Van der Palm was al begonnen met het werven van schoolopzieners toen er weer een omwenteling plaatsgreep. De radicale patriotten werden uit de regering "gebonsd" en de wet bleef liggen. Van der Palm begon toch maar vast met de invoering van zijn onderwijsbestel. Hij benoemde Adriaan van den Ende tot "hoofdopziener", feitelijk directeur-generaal van het schoolwezen. Deze ex-predikant was tot dan toe lector natuurkunde aan Teylers Stichting in Haarlem geweest. In opdracht van de agent voor Nationale Opvoeding schreef Van den Ende een "Handboek voor de onderwijzers op de openbare lagere scholen binnen het Bataafsche Gemeenebest". Van der Palm stuurde hem naar Pruisen, om daar het onderwijs van de filantropijnen te bestuderen. Van der Palm zelf bleef echter aan onder het 'unitarische' Uitvoerend Bewind onder Alexander Gogel. Gogel was initiatiefnemer van de staatsgreep van 12 juni 1798. In 1804 kreeg Van den Ende als "commissaris tot zake van het modern onderwijs" opdracht om het wetsontwerp te herschrijven. Het nieuwe voorstel werd uiteindelijk onder leiding van Rutger Jan Schimmelpenninck door het Wetgevend Lichaam van het Bataafse Gemenebest in 1805 goedgekeurd en de wet-Van den Ende trad het volgend jaar in werking.

## Wet van 1806
De meesters hadden steeds hoofdelijk onderwijs gegeven in de overvolle leslokalen, aan leerlingen van alle leeftijden, die gewoon door elkaar zaten. Van den Ende schreef geleidelijke invoering van het klassikaal onderwijs voor. Lijfstraffen werden vervangen door een systeem van lichte tuchtiging en vooral beloningen. Voorts verbood de wet leerstellig godsdienstonderricht. Dit moesten de kerken voortaan zelf maar geven buiten schooltijd. De school moest "algemeen christelijke deugden" aankweken en mocht geen enkele richting aanstoot geven.
De onderwijzers dienden te solliciteren in een vergelijkend examen: de meest bekwamen in rekenkunst, taalkundig ontleden, opstel schrijven en schoonschrift kregen een aanstelling. Ze werden voortaan benoemd door gemeente of ambachtsheer, en betaald door een schoolfonds met deelname van de overheid. Dit gebeurde naar bekwaamheid; die werd bepaald aan de hand van vier rangen. Ze kwamen onder toezicht te staan van schoolopzieners, voorlopers van de inspecteurs van het onderwijs. De schoolopzieners waren meestal notabelen, die tegen een geringe vergoeding eens per jaar de scholen bezochten en ook de opleiding van onderwijzers organiseerden. Van der Ende coördineerde hun werk op het departement.
De ouders betaalden schoolgeld. In de steden werden armenscholen geopend waar het onderwijs gratis was. Op het platteland moesten de schoolopzieners zorgen voor gratis toegang van arme kinderen tot de dorpsscholen. Van leerplicht was nog geen sprake, en de deelname aan het onderwijs door de lagere standen liet dan ook veel te wensen over.
De wet-Van den Ende ging uit van nationaal onderwijs met een algemeen christelijk karakter. Voor de stichting van bijzondere scholen was een vergunning nodig van de provincie. In de praktijk werd deze wel verleend aan particuliere fondsen, zoals weeshuizen, diaconieën en "het Nut". Particuliere schoolhouders echter, die het onderwijs geheel uit schoolgeld moesten bekostigen, werden tegengewerkt.
Buiten de werking van de wet bleven de Joodse scholen. Daar stond het leerstellig godsdienstonderwijs nog centraal, aangevuld met algemene vakken. Dit werd toegestaan omdat men moeilijk kon verwachten dat joodse ouders hun kinderen zouden laten onderwijzen in "algemeen christelijke deugden". Ook de katholieke scholen in de Zuidelijke Nederlanden bleven in de jaren 1814-1830 buiten de werking van de Schoolwet. De achterstand en het verzet van de Rooms-Katholieke Kerk werden door de regering van koning Willem I te groot geacht. Wel werden onder leiding van Adriaan van den Ende verbeteringen in de geest van de wet aangebracht.
Het verzet tegen de Schoolwet groeide. De Afscheiding van 1834 en de emancipatie van de katholieken vroegen om eigen scholen. Kinderen werden soms naar illegale godsdienstscholen gestuurd in plaats van naar de staatsschool. Het Réveil daarentegen streefde een hervorming na van de staat in het algemeen en het openbaar onderwijs in het bijzonder in protestantse zin. Guillaume Groen van Prinsterer bepleitte de openbare School met den Bijbel en nam voor lief dat de Bijbel in de zuidelijke provincies een "paapse" uitleg zou krijgen.
De nieuwe koning Willem II kwam het verzet een beetje tegemoet. Hij gaf opdracht aan een gemengde commissie de mogelijkheden te onderzoeken om de toelating van bijzondere scholen te verruimen. Voor samenwerking van protestanten en rooms-katholieken was de tijd echter nog niet rijp, en de commissie bracht weinig verheldering. De regering kwam vervolgens met een Koninklijk Besluit van 2 januari 1842, waarin geestelijken in staat werden gesteld om schoolboeken te keuren. Schoollokalen werden een uur per dag beschikbaar gesteld voor naschools godsdienstonderwijs.

## Grondwet van 1848
Ook de liberaal Thorbecke was voor vrije schoolkeuze en schoolvorming. Hij nam dit beginsel in 1848 op in zijn grondwetsherziening: "Het geven van onderwijs is vrij behoudens het onderzoek naar de bekwaamheid der onderwijzers en het toezicht der overheid, beide door de wet te regelen". De minister vroeg de gemeentes om soepeler om te gaan met het geven van vergunningen. In zijn kabinetsperiode werden 150 scholen met de Bijbel gesticht.
Al in 1829 had Thorbecke ervoor gepleit de bijzondere school tot regel te maken. Alleen waar de ouders niet zelf konden voorzien in een passende school, moest de staat zorgen voor het onderwijs. Maar in 1848 hielden de conservatieven, een deel van zijn eigen liberalen en zelfs Groen van Prinsterer vast aan de staatsschool als regel, de bijzondere school als uitzondering. En zo kwam art. 194 te luiden: "Het openbaar onderwijs is onderwerp van voortdurende zorg der regering. De inrichting van het openbaar onderwijs wordt, met eerbiediging van ieders godsdienstige begrippen, door de wet geregeld. Er wordt overal in het Rijk van overheidswege voldoende openbaar lager onderwijs gegeven."
In 1853 ging, na de Aprilbeweging, in Den Haag een andere wind waaien. Het conservatieve kabinet-Van Hall ging weer uit van de nationale school. Het moest echter wel een wet maken ter uitvoering van Thorbeckes grondwetsartikel. Minister Van Reenen introduceerde in zijn wetsontwerp de Neutrale staatsschool. "Het openbaar onderwijs moet zich onthouden van iets te onderwijzen, te doen dat kwetsend kan zijn voor enige godsdienstige of toe te laten gezindheid.
Er kunnen naar plaatselijke behoefte openbare scholen worden ingericht voor kinderen van gelijke godsdienstige richting". Hij vulde zo de vrijheid van onderwijs in met de "nationale school voor kinderen van gelijke gezindte." De openbare gezindte-school van Groen dus, maar dan als handreiking en niet als norm.
In de loop van de parlementaire behandeling wilde de minister zijn neutrale staatsschool toch weer toerusten met godsdienstige beginselen: "Het onderwijs wordt dienstbaar gemaakt aan de ontwikkeling van godsdienst en zedelijkheid". Deze formulering was voor de liberalen te christelijk en voor de conservatieven niet christelijk genoeg. Vanuit de synode van de Nederlandse Hervormde Kerk werd weer een volkspetitionnement gestart. Het christelijk karakter van de staatsschool moest worden vastgelegd in de wet. Met de verontrusting van de kerkelijke achterban viel het kennelijk nogal mee, want er werden 9000 handtekeningen aangeboden. Maar toen greep de koning in. Willem III liet weten, dat hij geen wet zou bekrachtigen die tegen de godsdienstige gevoelens van het volk indruiste. Het kabinet trad af.

## Wet van 1857
De koning gaf opdracht aan Just van der Brugghen "om in de geest van de nieuwe grondwet de staatsrechtelijke regeling van het onderwijs te ontwerpen". Daarmee gaf hij min of meer de oplossingsrichting aan. Deze conservatieve rechtbankpresident had in Nijmegen sinds 1846 al verscheidene scholen met de Bijbel gesticht, waaronder een kweekschool voor onderwijzers.
De nieuwe minister van binnenlandse zaken Van Rappard kwam dan ook met een wet waarin de oprichting van scholen door de ouders vrij werd gegeven. Verder bleef de formulering van Van Reenen overeind: "Het schoolonderwijs wordt onder het aanleren van gepaste en nuttige kundigheden dienstbaar gemaakt aan de ontwikkeling van de verstandelijke vermogens der kinderen en aan hun opleiding tot alle christelijke en maatschappelijke deugden".
De wet gaf ook een uitbreiding van het verplichte lesprogramma met de vakken geschiedenis, aardrijkskunde en zingen, die tot dan toe alleen op de burgerscholen werden gegeven. Het aantal kinderen per klas werd gesteld op 70.
De eisen van vakbekwaamheid der onderwijzers werden aangescherpt. Er kwam voor de betere leerlingen nog een aanvulling op de lagere school die de plaats moest innemen van de Franse school: de MULO.
Het wetsontwerp had zelfs voorzien in enige rijkssteun voor het bijzonder onderwijs. Een amendement van de liberalen haalde deze echter weer uit de wet. Met steun van Groen, want aan subsidie kunnen voorwaarden worden verbonden. En een beperkte vrijheid was geen echte vrijheid.
Onder invloed van het ultramontanisme kwamen de bisschoppen in 1868 met een mandement, waarin ze verklaarden "dat het niet-Katholieke onderwijs met den dag voor de Katholieke jeugd meer en meer onbruikbaar, uiterst gevaarlijk dreigt te worden.' Zij dragen de geestelijkheid op om in hun parochies al het mogelijke te doen om tot de oprichting van eigen scholen te komen. De katholieken dankten hun emancipatie aan de liberalen. maar de schoolkwestie, en een paar jaar later de ontwikkelingen in Italië (bezetting van de Pauselijke Staat) leidden in Nederland tot een breuk.
De liberalen van hun kant deden er alles aan, om te bevorderen dat de openbare school een neutrale school zou zijn. Het conservatieve ministerie van Jan Heemskerk probeerde met wat concessies links en rechts de gemoederen nog te bedaren. De liberalen echter behaalden bij de verkiezingen van 1877 zo'n eclatante overwinning, dat ze met kleine stappen geen genoegen meer namen. Heemskerk moest "se soumettre ou se demettre". Het werd het laatste.

## Wet van 1878
De liberale leider Jan Kappeyne van de Coppello kreeg in 1878 een nieuwe Lager Onderwijswet door het overmoedige parlement waarin hogere eisen werden gesteld aan gebouwen, materialen en leerkrachten. Zo werd de klassengrootte verlaagd van 70 naar 40 leerlingen. Aan de gemeentebesturen werd opgedragen, de staatsscholen te compenseren voor de gestegen kosten. Ook moesten ze voortaan bijdragen aan de opleiding van onderwijzers. Dezen kregen een hoger salaris, en wachtgeld in geval van werkloosheid. Op hun beurt zouden de gemeenten voortaan 30% van hun kosten aan het openbaar onderwijs vergoed krijgen door het Rijk.
De jonge Anti-Revolutionaire leider Alexander de Savornin Lohman, die de gestorven Groen had opgevolgd, eiste een restitutie van dit belastinggeld aan hen die voor hun kinderen van het openbaar onderwijs geen gebruik wensten te maken. De buiten-parlementaire voorman van de beweging, Abraham Kuyper, organiseerde nog maar eens een smeekschrift aan den koning. Hij zocht voor zijn leuze "waarachtige vrijheid van onderwijs"niet alleen steun bij zijn protestantse achterban, maar ook bij de rooms-katholieken. Hij gebruikte het petitionnement als middel om "het volk achter de kiezers" te mobiliseren. En dat lukte. Het onrecht van de liberale schoolwet was in stad en land het gesprek van de dag. De aanbieding van het smeekschrift aan de Koning op 3 augustus 1878 werd in het land begeleid met het luiden van de kerkklokken. Voor Kuyper werd het echter een teleurstelling. Twee weken later bekrachtigde Willem III de wet. Maar met de actie legde de ex-predikant de basis voor de eerste politieke partij in de Nederlandse geschiedenis: de Anti-Revolutionaire Partij.
Hij ging verder. Hij formuleerde zijn antithese: het onderscheid tussen hen die hun staatkunde baseerden op Gods Woord enerzijds, en de aanhangers van de Verlichting en de Franse Revolutie anderzijds. Aarzelend ging hij daarmee in op de toenaderingspogingen van de rooms-katholieke voorman Herman Schaepman. Voortaan bestond het politieke krachtenveld uit de Coalitie en de "Linkerzijde".

## Wet van 1889
Voor de liberalen stond nu kiesrechtuitbreiding bovenaan hun lijstje. Het censuskiesrecht diende uit de grondwet te verdwijnen, maar voor een tweederdemeerderheid was medewerking van de confessionelen noodzakelijk. Zonder concessie op onderwijsgebied was die niet te krijgen. Minister Heemskerk kwam met het compromis, dat het artikel waarin de bekostiging van het openbaar onderwijs werd geregeld, geen rijksbijdrage aan het bijzonder onderwijs in de weg stond. Niet het artikel maar de uitleg werd gewijzigd.
In 1888 leidden de eerste verkiezingen onder de nieuwe grondwet tot een meerderheid van protestanten en katholieken. Baron MacKay vormde het eerste confessionele coalitiekabinet. Hij nam zelf Binnenlandse Zaken, waaronder tot 1918 het onderwijs viel. Mackay stelde de onderwijswet van Kappijne zodanig bij, dat bijzondere scholen voortaan hetzelfde bedrag uit de schatkist ontvingen als de gemeentes kregen voor het openbaar onderwijs, te weten de salarissen van hun onderwijzers. Daarmee was het principe van rechtsgelijkheid van openbaar en bijzonder onderwijs erkend. Wat de gemeentes in de eigen begroting uittrokken voor leermiddelen en gebouwen, moesten de bijzondere scholen zelf bijeenbrengen. Aan de gemeentes werd verboden nog langer gratis onderwijs aan te bieden om concurrentievervalsing te voorkomen. De schoolwet van Mackay werd door de Anti-Revolutionaire fractieleider Lohman beschouwd als "pacificatiewet". Maar de partijvoorzitter Abraham Kuyper vond het "een noodpenning". De eerste scheur in het protestantse bolwerk was zichtbaar geworden.

## Wet van 1920
Deze schoolwet uit 1920 wordt ook wel de Lager onderwijswet genoemd (historische spelling: Lager-onderwijswet).
De schoolwet-Mackay hield het dertig jaar vol. Intussen was haar werking eerst opgerekt door Borgesius, die steun zocht voor de leerplicht, en vervolgens door Kuyper, die pas in de nadagen van zijn regering kans zag de schoolkwestie aan te pakken. Hij had de oppositionele Eerste Kamer moeten laten ontbinden om zijn regeling voor het hoger onderwijs te kunnen doorvoeren. En eenmaal verzekerd van een goedgezinde Senaat kon ook de positie van de bijzondere school verder worden verbeterd. De onderwijzers werden ambtenaar in de zin van de pensioenwet, en de subsidies werden flink verhoogd.
De patstelling in de Nederlandse politiek tussen 'de linkerzijde' (liberaal plus socialistisch) enerzijds en 'de coalitie' van protestanten en katholieken anderzijds, kon alleen door een extraparlementair kabinet worden doorbroken. Koningin Wilhelmina had daarop al tijdens de Kabinetscrisis van 1907 aangestuurd, maar zonder succes. In 1913 werd deze constructie onvermijdelijk toen Troelstra weigerde tot een "burgerlijke regering" toe te treden.
Minister-president Pieter Cort van der Linden stelde zich ten doel om de slepende kwesties van kiesrecht en de schoolstrijd op te lossen. In de troonrede werd de instelling aangekondigd van een Staatscommissie die over de subsidiëring van het bijzonder onderwijs moest adviseren. Deze "bevredigingscommissie" bestond uit de zeven fractieleiders met hun onderwijsspecialisten. Voorzitter werd Dirk Bos, plaatsvervanger Lohman. De commissie kwam in maart 1916 met haar rapport, waarna de voorbereiding van een grondwetsherziening kon beginnen. In de grondwet van 1917 heet het dat het bijzonder lager onderwijs `dat aan de bij de wet te stellen voorwaarden voldoet, naar denzelfden maatstaf als het openbaar onderwijs uit de openbare kas (zal worden) bekostigd'.
De verwezenlijking van dit beginsel in de wet was de opgave voor de eerste minister van onderwijs sinds de Bataafse tijd, de Christelijk-Historische leider De Visser. In zijn Schoolwet regelde hij de toelating van bijzondere scholen naar objectieve criteria: aantal scholieren in verhouding tot het inwonertal van de betreffende gemeente. Salarissen van de leerkrachten kwamen voor rekening van het Rijk, terwijl de gemeenten zorgden voor (bekostiging van) schoolgebouwen en leermiddelen. De klassen werden kleiner, een zevende leerjaar werd ingevoerd en de opleiding van onderwijzers zou worden verbeterd. Overigens moest dezelfde minister in het volgende kabinet onder druk van bezuinigingen de klassengrootte weer vergroten.

## Wet van 1985
Tot 1955 was het kleuteronderwijs vrij geweest. Particulieren konden een bewaarschooltje openen, wat in de praktijk toch vooral werd gedaan door kerken en gemeentes. In 1955 kwam minister Jo Cals met een wet die regels stelde aan huisvesting en opleiding van kleuterleidsters.
De sociaaldemocratische minister Jos van Kemenade bracht in 1975 het rapport Contouren van een toekomstig onderwijsbeleid uit. Deze 'Contourennota' was bedoeld als discussiestuk over het onderwijs van de toekomst. Het voorgestelde onderwijsstelsel voor basisonderwijs in Nederland ging uit van een basisschool voor vier- tot twaalfjarigen, gevolgd door een vierjarige middenschool. Die middenschool werd door het volgende ministerie geschrapt, maar de basisschool werd overgenomen door de liberale minister Arie Pais. Het idee was de kleuterschool te integreren in de lagere school. De overgang zou op die manier gemakkelijker worden. In het programma van de kleuterschool, voortaan groepen 1 en 2 van de Basisschool, zouden leerdoelen scherper worden geformuleerd. Ook de opleiding voor kleuterleidsters moest worden geïntegreerd in de Pedagogische Academie.
De Wet op het Basisonderwijs verscheen in het Staatsblad op 2 juli 1981 en trad op 1 augustus 1985 in werking. De belangrijkste veranderingen waren de invoering van het Engels als verplicht vak, een grotere nadruk op maatschappijkennis en wereldoriëntatie, en meer plaats voor expressievakken (muziek, handvaardigheid en drama). Andere doelstellingen waren het verbeteren van de zorg voor leerlingen met achterstanden, de systematisering van het onderwijs via een schoolwerkplan, de systematisering van het leerplan door landelijke kerndoelen en eindtermen, enz.
Deze doelstellingen leidden tot een enorme bureaucratisering van het basisonderwijs. De alsmaar wassende stroom van richtlijnen uit Den Haag bracht het onderwijsveld in verzet en bij de Wet van 18 juni 1998 Wet op het primair onderwijs werd het systeem meer werkbaar gemaakt. Het schoolwerkplan werd vervangen door het schoolplan. De voorschriften voor het schoolplan zijn minder gedetailleerd dan de voorschriften voor het schoolwerkplan waren, en bovendien hoeft het schoolplan minder frequent te worden vastgesteld